# Don Lemon
Don Lemon (Baton Rouge, 1 de março de 1966) é um jornalista estadunidense. 
Ele trabalhou como correspondente da NBC nos programas Today e NBC Nightly News. Em 2006, ingressou na CNN, também como correspondente. A partir de 2014, ganhou destaque como apresentador do programa CNN Tonight. Em 2021, o programa passou a ter outro título: Don Lemon Tonight. Em novembro de 2022, passou do horário nobre da CNN para as amanhãs, passando a ser um dos três apresentadores de CNN This Morning. Em abril do ano seguinte, foi demitido do canal.
Lemon se assumiu como homossexual em 2011, na sua autobiografia, Transparent. Em 2019, ele se tornou noivo do agente imobiliário Tim Malone, que conhecera dois anos antes.